# Fine di un viaggio/Il mago
Con Fine di un viaggio, tratto dall'album Florian, il gruppo musicale delle Orme propone il suo singolo del 1979.
Come già accaduto in passato con È finita una stagione, il testo descrive il disagio e la protesta dei musicisti di fronte agli sviluppi culturali della società della seconda metà degli anni settanta e in genere all'emergere di materialismo ed edonismo. Nel caso di Fine di un viaggio, però, il testo si concentra su aspetti artistici delle tendenze in corso, dato che si tratta di un viaggio musicale: in particolare, si descrivono gli sviluppi commerciali della musica pop, personificata da un Mister Tambourine Man in procinto di naufragare. Il discorso vale, ad esempio, per il dilagare della disco music, un fenomeno che potrebbe aver contribuito a oscurare in ombra la fama di molti complessi italiani (pur essendo a sua volta votato ad un rapido declino).
La reazione delle Orme di fine anni settanta è quella di continuare il loro cammino verso la musica sperimentale, anche a costo di mettere in conto un calo di popolarità con conseguente fouriuscita dai grandi mercati discografici. Di qui la scelta di produrre, a mo' di rivalsa, una musica di fattura cameristica. Di conseguenza, Fine di un viaggio è dominata da strumenti classici: nella sezione strumentale verso la metà del pezzo, per esempio, dialogano il violino di Germano Serafin e il glockenspiel di Michi Dei Rossi.
Ricca di melodie ottenute con strumenti ad arco è anche la canzone Il mago, pubblicata sul retro del singolo, laddove comunque prevale l'uso della tecnica del pizzicato.
Fine di un viaggio venne inserita nella selezione del Festivalbar 1979, comparendo anche nel doppio album annuale edito in quell'anno dalla Philips.

## Formazione
- Tony Pagliuca – pianoforte
- Aldo Tagliapietra – voce, violoncello, chitarra
- Michi Dei Rossi – percussioni, glockenspiel
- Germano Serafin - violino, chitarra acustica

## Classifiche

### Classifiche settimanali
| Classifica (1979) | Posizione massima |
| ----------------- | ----------------- |
| Italia            | 22                |

### Classifiche di fine anno
| Classifica (1979) | Posizione |
| ----------------- | --------- |
| Italia            | 79        |